# Athies (Pas-de-Calais)
Athies is een gemeente in het Franse departement Pas-de-Calais (regio Hauts-de-France). De plaats maakt deel uit van het arrondissement Arras. Athies telde op 1 januari 2022 1.049 inwoners.

## Geografie
De oppervlakte van Athies bedroeg op 1 januari 2022 4,34 vierkante kilometer; de bevolkingsdichtheid was toen 241,7 inwoners per km².

## Britse oorlogsgraven
Op het grondgebied van de gemeente liggen drie begraafplaatsen met Britse gesneuvelden uit de Eerste Wereldoorlog.
- Athies Communal Cemetery, Athies Communal Cemetery Extension en Point-du-Jour Military Cemetery.

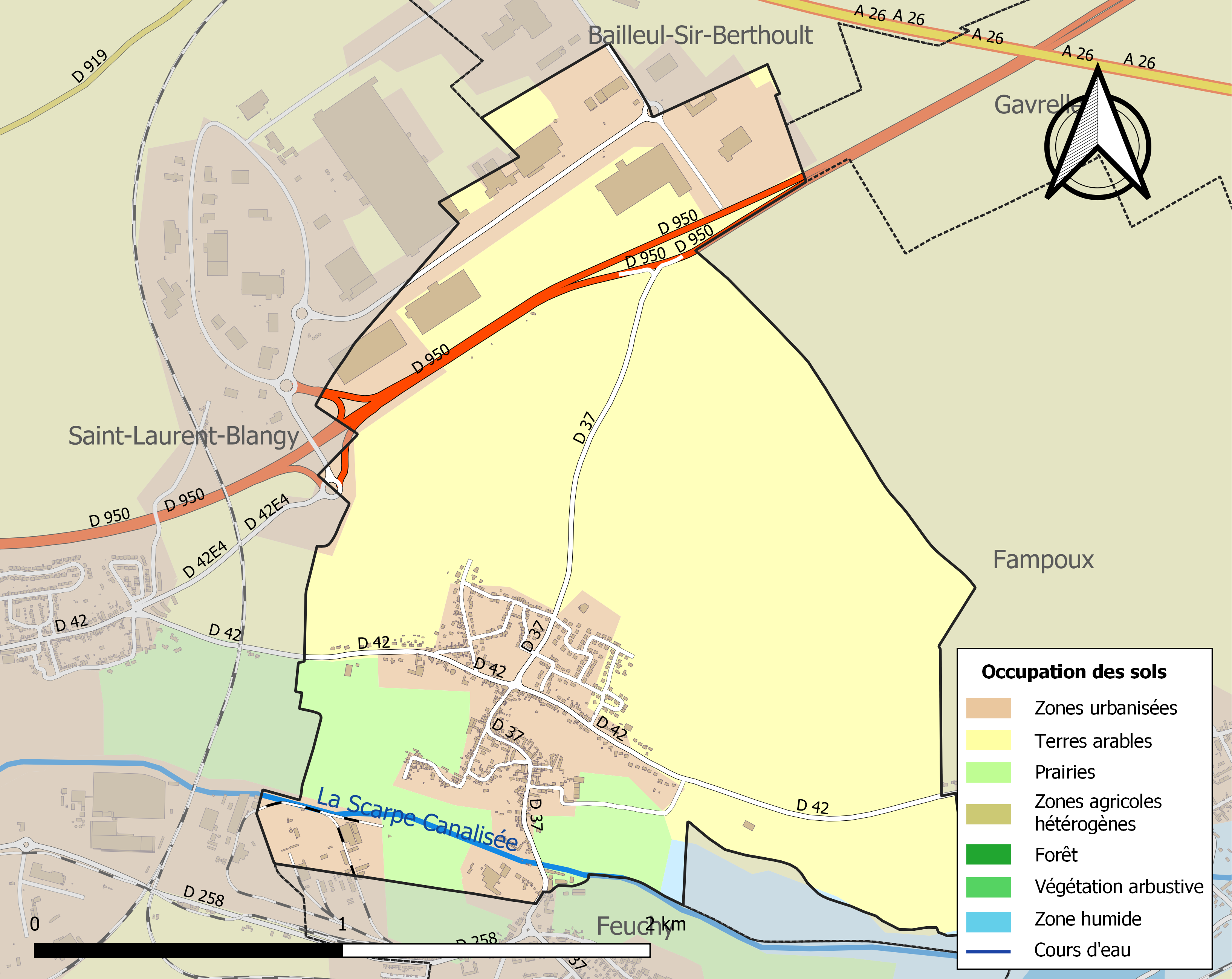
Kaart van de gemeente met belangrijkste infrastructuur, bodemgebruik en omliggende gemeenten

## Demografie
Onderstaande figuur toont het verloop van het inwonertal (bron: INSEE-tellingen).